# Dichocrocis dorsipunctalis
Dichocrocis dorsipunctalis là một loài bướm đêm trong họ Crambidae.